# たかはしなな
たかはし ななは、日本のイラストレーター、ペーパークラフトアーティスト、折紙、絵本作家。大阪府生まれ。大阪芸術大学デザイン学科卒業。1999年よりフリーイラストレーターとして活動し雑誌の挿し絵、ペーパークラフト、おりがみ、絵本、ワークショップなどで活動中。

## 主な作品

### 絵本作品
- 『スーパーボーイカーくん　まちをすくえ!』おはなし絵本クラブ（ソフトバンククリエイティブ）
- 『ブレーメンのおんがくたい』おはなし絵本クラブ（ソフトバンククリエイティブ）
- 『三匹のまずしい子ブタ』国際語学社
- 『おなかのなかで音楽をかなでるクマ』国際語学社
- 『7さいのなぞりおえかき』ブティック社
- 「なおちゃんのおさんぽ」（新風社）
- 「ニニとジジのあめのひのおさんぽ」（フレーベル館）

### 実用書
- 『「プチかわいい折り紙レター&メモ」（メイツ出版）
- 「かわいい! デコ文字イラストレッスン」｜共著（玄光社）
- 「おとな女子のためのオシャレかわいいイラストレッスン」（玄光社）
- おりがみ♥おてがみ」（日本文芸社）
- 「きっとよろこぶメモでおりがみ」（サンリオ出版）
- 「おんなのこのおりがみアクセサリー」（サンリオ出版）
- 「nanahoshiの花おりがみBOOK」1.2（メイツ出版）
- 「おひめさまおりがみ」（主婦の友社）
- 「花おりがみの飾りもの」（誠文堂新光社）
- 「どうぶつおりがみ」森、水辺、町 全３巻（理論社）
- 「大人かわいいおりがみ」（主婦の友社）
- 「旅するおりがみ」（主婦の友社）
- 「季節を楽しむ花おりがみ」（学研)
- 「歳時記おりがみ」（主婦の友社）
- 「nanahoshiのお祝いおりがみ」（誠文堂新光社）